# 西班牙足球甲级联赛
西班牙足球甲級聯賽（西班牙語：或，由于赞助原因，正式名称为），通常簡稱西甲或西甲联赛，是西班牙足球联赛系统的第 1 級別，亦是職業聯賽的最高級別、联赛系统的最高級別和西班牙頂級足球聯賽，目前有 20 支球隊。皇家馬德里是歷史上奪得最多冠軍的球隊（36次），其次是巴塞罗那（28次），以及馬德里體育會（11次）。

## 賽制
联赛采用主客双循环赛制比赛，每支队伍与各球队对赛两次，主客各一次，共38轮比赛。
每场比赛胜者得3分，打平得1分，负者得0分。最后各队按照总积分排列，赛季末得到最高积分者为赛季冠军，最後三名會降至西乙。

### 同分排名方式
若球队积分相同，则需顺序按以下方法排列名次：
- 如果同分队伍相互已对阵两次：
  - 只有两队同分，先比较相互间比赛的净胜球数（无客场进球规则）
  - 多队同分，则比较：
    - 1.同分球队间相互比赛得分
    - 2.同分球队间相互比赛净胜球数
    - 3.同分球队间相互比赛进球数
- 如果同分队伍相互对阵未达两次，或上述规则仍不能决定球队排名的，则比较：
  - 1.球队的联赛净胜球数
  - 2.球队的联赛进球数
- 如果按上述规则仍不能决定球队排名的，则排名按照公平竞赛分决定，得分越少排名越高，其标准是：
  - 1张黄牌，记1分；
  - 同一场得两张黄牌被罚下或教練被趕出場，记2分；
  - 直接被红牌罚下，记3分；
  - 教练、俱乐部人员被禁赛，记5分；
  - 球迷不当行为：情节轻微记5分，严重记6分，非常严重记7分；
  - 主场被罚空场，记10分；

（附註：如果紀律委員會取消處罰，計分也會取消。）
- 若攸關聯賽冠軍/歐戰資格/保級而上述规则仍不能决定球队排名，则两队于中立场进行一场附加赛决出胜负。

### 欧洲赛事名额
- 欧洲冠军联赛
  - 联赛第一至四名，直接进入聯賽阶段。
  - 若有上一届欧洲冠军联赛或欧洲联赛冠军球队在联赛排名第四之后，该队可直接进聯赛阶段。
  - 若有上一届欧洲冠军联赛和欧洲联赛冠军球队都在联赛排名第四之后，欧洲冠军联赛及欧洲联赛冠军球队可直接进聯赛阶段。
  - 若西甲賽會於對上一季的歐洲足協系數排行榜位列首兩名，於聯賽排名第五的球隊亦能直接进入聯賽阶段。
- 欧洲联赛
  - 联赛第五名参加聯賽階段；
  - 西班牙国王杯冠军参加聯賽階段；
- 欧洲協會聯賽
  - 联赛第六名参加聯賽階段；

註：若冠军球队为联赛第一至六名球队，而又同時取得西班牙國王盃或聯賽第五名球隊憑西甲賽會的系數排名取得了額外的歐聯參賽席位，则由联赛中排名最高而没有欧洲比赛资格球队补上，补上之球队會視乎所在排名参加歐霸盃或歐協聯的聯賽階段，以較高級別者為準。

## 參賽球隊
2025–26年西班牙足球甲級聯賽參賽隊伍共有 20 支。
| 中文名稱     | 英文名稱           | 所在城市     | 上季成績      |
| ------------ | ------------------ | ------------ | ------------- |
| 巴塞隆拿     | FC Barcelona       | 巴塞羅那     | 第 1 位       |
| 皇家馬德里   | Real Madrid C.F.   | 馬德里       | 第 2 位       |
| 馬德里體育會 | Atlético de Madrid | 馬德里       | 第 3 位       |
| 畢爾包       | Athletic Bilbao    | 畢爾包       | 第 4 位       |
| 維拉利爾     | Villarreal CF      | 比利亞雷阿爾 | 第 5 位       |
| 貝迪斯       | Real Betis         | 塞維亞       | 第 6 位       |
| 切爾達       | Celta de Vigo      | 維戈         | 第 7 位       |
| 華歷簡奴     | Rayo Vallecano     | 馬德里       | 第 8 位       |
| 奧沙辛拿     | CA Osasuna         | 潘普洛納     | 第 9 位       |
| 馬略卡       | RCD Mallorca       | 帕爾馬       | 第 10 位      |
| 皇家蘇斯達   | Real Sociedad      | 聖塞瓦斯蒂安 | 第 11 位      |
| 華倫西亞     | Valencia CF        | 華倫西亞     | 第 12 位      |
| 基達菲       | Getafe CF          | 赫塔費       | 第 13 位      |
| 愛斯賓奴     | RCD Espanyol       | 巴塞羅那     | 第 14 位      |
| 艾拉維斯     | Deportivo Alavés   | 維多利亞     | 第 15 位      |
| 基羅納       | Girona FC          | 赫羅納       | 第 16 位      |
| 西維爾       | Sevilla FC         | 塞維亞       | 第 17 位      |
| 利雲特       | Levante UD         | 華倫西亞     | 乙組，第 1 位 |
| 艾爾切       | Elche CF           | 艾爾切       | 乙組，第 2 位 |
| 奧維多       | Real Oviedo        | 奧維耶多     | 乙組，第 3 位 |

## 歷屆冠軍
以下為歷屆聯賽冠軍：
- 1929：巴塞隆拿
- 1929–30：畢爾包
- 1930–31：畢爾包
- 1931–32：皇家馬德里
- 1932–33：皇家馬德里
- 1933–34：畢爾包
- 1934–35：貝迪斯
- 1935–36：畢爾包
- 1936–39：因西班牙內戰而停辦
- 1939–40：馬德里體育會
- 1940–41：馬德里體育會
- 1941–42：華倫西亞
- 1942–43：畢爾包
- 1943–44：華倫西亞
- 1944–45：巴塞隆拿
- 1945–46：西維爾
- 1946–47：華倫西亞
- 1947–48：巴塞隆拿
- 1948–49：巴塞隆拿
- 1949–50：馬德里體育會
- 1950–51：馬德里體育會
- 1951–52：巴塞隆拿
- 1952–53：巴塞隆拿
- 1953–54：皇家馬德里
- 1954–55：皇家馬德里
- 1955–56：畢爾包
- 1956–57：皇家馬德里
- 1957–58：皇家馬德里
- 1958–59：巴塞隆拿
- 1959–60：巴塞隆拿
- 1960–61：皇家馬德里
- 1961–62：皇家馬德里
- 1962–63：皇家馬德里
- 1963–64：皇家馬德里
- 1964–65：皇家馬德里
- 1965–66：馬德里體育會
- 1966–67：皇家馬德里
- 1967–68：皇家馬德里
- 1968–69：皇家馬德里
- 1969–70：馬德里體育會
- 1970–71：華倫西亞
- 1971–72：皇家馬德里
- 1972–73：馬德里體育會
- 1973–74：巴塞隆拿
- 1974–75：皇家馬德里
- 1975–76：皇家馬德里
- 1976–77：馬德里體育會
- 1977–78：皇家馬德里
- 1978–79：皇家馬德里
- 1979–80：皇家馬德里
- 1980–81：皇家蘇斯達
- 1981–82：皇家蘇斯達
- 1982–83：畢爾包
- 1983–84：畢爾包
- 1984–85：巴塞隆拿
- 1985–86：皇家馬德里
- 1986–87：皇家馬德里
- 1987–88：皇家馬德里
- 1988–89：皇家馬德里
- 1989–90：皇家馬德里
- 1990–91：巴塞隆拿
- 1991–92：巴塞隆拿
- 1992–93：巴塞隆拿
- 1993–94：巴塞隆拿
- 1994–95：皇家馬德里
- 1995–96：馬德里體育會
- 1996–97：皇家馬德里
- 1997–98：巴塞隆拿
- 1998–99：巴塞隆拿
- 1999–2000：拉科魯尼亞
- 2000–01：皇家馬德里
- 2001–02：華倫西亞
- 2002–03：皇家馬德里
- 2003–04：華倫西亞
- 2004–05：巴塞隆拿
- 2005–06：巴塞隆拿
- 2006–07：皇家馬德里
- 2007–08：皇家馬德里
- 2008–09：巴塞隆拿
- 2009–10：巴塞隆拿
- 2010–11：巴塞隆拿
- 2011–12：皇家馬德里
- 2012–13：巴塞隆拿
- 2013–14：馬德里體育會
- 2014–15：巴塞隆拿
- 2015–16：巴塞隆拿
- 2016–17：皇家馬德里
- 2017–18：巴塞隆拿
- 2018–19：巴塞隆拿
- 2019–20：皇家馬德里
- 2020–21：馬德里體育會
- 2021–22：皇家馬德里
- 2022–23：巴塞隆拿
- 2023–24：皇家馬德里
- 2024–25：巴塞隆拿

## 統計
| 球會         | 冠軍 次數 | 奪冠年份 |
| ------------ | --------- | --- |
| 皇家馬德里   | 36        | 1932, 1933, 1954, 1955, 1957, 1958, 1961, 1962, 1963, 1964, 1965, 1967, 1968, 1969, 1972, 1975, 1976, 1978, 1979, 1980, 1986, 1987, 1988, 1989, 1990, 1995, 1997, 2001, 2003, 2007, 2008, 2012, 2017, 2020, 2022, 2024 |
| 巴塞隆拿     | 28        | 1929, 1945, 1948, 1949, 1952, 1953, 1959, 1960, 1974, 1985, 1991, 1992, 1993, 1994, 1998, 1999, 2005, 2006, 2009, 2010, 2011, 2013, 2015, 2016, 2018, 2019, 2023, 2025                                                 |
| 馬德里體育會 | 11        | 1940, 1941, 1950, 1951, 1966, 1970, 1973, 1977, 1996, 2014, 2021 |
| 畢爾包       | 8         | 1930, 1931, 1934, 1936, 1943, 1956, 1983, 1984 |
| 華倫西亞     | 6         | 1942, 1944, 1947, 1971, 2002, 2004 |
| 皇家蘇斯達   | 2         | 1981, 1982 |
| 拉科魯尼亞   | 1         | 2000 |
| 西維爾       | 1         | 1946 |
| 貝迪斯       | 1         | 1935 |

## 球员

### 非欧盟球员的资格
截至2020年的西甲联赛，每家俱乐部允许注册5名非欧盟球员，但每场比赛只能命名3名非欧盟球员进入比赛阵容。
球员可以从其祖先的国籍中申请公民身份。如果一名球员没有欧洲血统，他在西班牙效力5年后可以申请西班牙公民身份。有时，这可能会导致三重公民身份的情况，例如出生于阿根廷的萊昂納多·弗朗戈，他具有意大利血统，但可以申请西班牙护照，因为他在西甲联赛效力超过了5年。
此外，来自ACP国家（非洲、加勒比海和太平洋的签署科托努协定的国家）的球员不计入非欧盟球员配额，这是由于科爾帕克裁決。

### 个人奖项
直到2008-2009赛季，西甲没有官方的个人奖项。
在2008-2009赛季，管理机构创建了西甲奖项，每个赛季授予个别球员和教练；然而，其中大部分奖项在2015-2016赛季后停止颁发。
与西甲相关的其他奖项也在发放，其中一些奖项未获得西班牙职业足球联赛或西班牙足球联合会的认可，因此不被视为官方奖项；其中最著名的是由西班牙最大的体育报纸Marca颁发的四个奖项，包括：
- 赛季最佳射手奖：Pichichi奖
- 场均失球数最少门将奖：里卡多·萨莫拉奖；至少出场28场比赛
- 赛季最佳球员奖：阿尔弗雷多·迪斯特凡诺奖
- 西班牙国内球员最佳射手奖：Zarra奖

自2013-2014赛季以来，西甲还颁发每月最佳教练和每月最佳球员奖项。

### 转会
第一位参与打破世界转会费记录的西甲球员是路易斯·苏亚雷斯，他于1961年从巴塞罗那转会至国际米兰，转会费为15.2万英镑（相当于1961年的152万英镑，按照英国通胀率计算）。
12年后，约翰·克鲁伊夫成为第一位以92.2万英镑（相当于1973年的922万英镑，按照英国通胀率计算）的转会费加盟西甲俱乐部，他从阿贾克斯转会至巴塞罗那。1982年，巴塞罗那再次创造了转会费记录，以500万英镑的价格从博卡青年签下迭戈·马拉多纳。
1998年，皇家贝蒂斯以2150万英镑的价格从圣保罗签下德尼尔森，创下了世界纪录（相当于1998年的2150万英镑，按照英国通胀率计算）。
过去6次打破世界转会费记录的有4次是由皇家马德里完成的，他们签下了路易斯·菲戈、齐内丁·齐达内、克里斯蒂亚诺·罗纳尔多（加上在罗纳尔多之前几天与卡卡签约的交易，由于费用计算方式的不同，这次转会的费用略低于世界纪录）和加雷斯·贝尔。
在2013年，贝尔以8530万英镑（合1.034亿欧元或1.4亿美元，按当时汇率计算，相当于2013年的8530万英镑，按照英国通胀率计算）从托特纳姆热刺加盟。
巴西前锋内马尔在2013年从桑托斯加盟巴塞罗那时，经历了一次昂贵且复杂的转会安排。他在2017年转会至巴黎圣日耳曼时，通过他的买断条款创造了一笔新的世界转会费记录，达到2.22亿欧元。巴塞罗那很快将这笔转会所获得的大部分资金投入到了引援上，签下了乌斯曼·登贝莱，其转会费为1.05亿欧元，这是自菲利普·库蒂尼奥在2018年1月转会至巴塞罗那的1.42亿欧元之后，第二贵的转会费。

## 特色
按國際足聯和歐洲足聯的官方積分，西甲曾經多年位於積分榜的首位，在不少球迷心中有相當大的號召力。
一向以來都有許多世界著名的足球運動員在西甲聯賽踢球，當中以阿根廷和巴西等南美球員最多，多位歐洲及世界足球先生都成名於西甲。
西甲有大量世界級球星，觀賞性高，但球星集中於皇馬和巴塞隆拿兩強；近年馬德里體育會打破兩隊壟斷，逐渐崛起，成爲「西超三雄」之一。

## 知名德比
- 西班牙國家德比: 皇家馬德里對巴塞隆拿
- 馬德里打吡：皇家馬德里對馬德里體育會
- 巴塞隆拿打吡：巴塞隆拿對西班牙人
- 西維爾德比: 貝迪斯對西維爾
- 巴斯克德比: 畢爾包競技對皇家社會

## 影響
西甲是全球最受欢迎的职业体育联赛之一，2018—19赛季联赛平均每场观众人数为26,933人。在职业体育联赛中排名第八，职业足球联赛中排名第三，仅次於英超和德甲，高于意甲和法甲。
西甲也是全球收入第七高的职业体育联赛，仅次于美国全国橄榄球联盟（NFL）、美國職業棒球大聯盟（MLB）、NBA、英超、北美國家冰球聯盟（NHL）和德甲。

## 外部連結
- 西甲官方網頁（页面存档备份，存于）（西班牙文）（英文）
- Facebook （页面存档备份，存于）（西班牙文）（英文）
- SOCCER-SPAIN （页面存档备份，存于）（英文）
- 西甲聯賽資訊（西班牙文）（英文）
- 西甲YouTube頁面 （页面存档备份，存于）
- 西甲积分榜 （页面存档备份，存于）